# Transferzentrum für angepasste Technologien

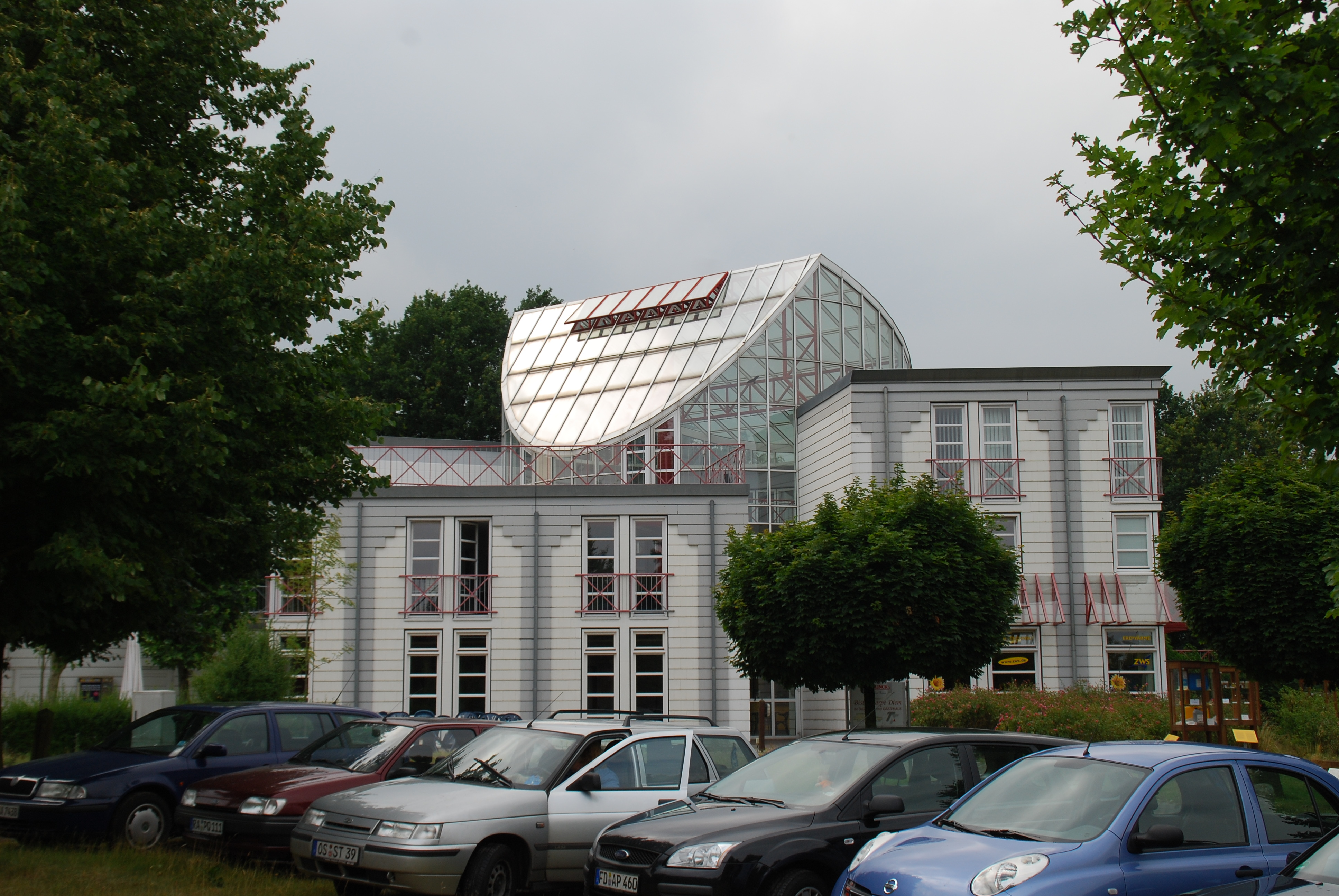
Zentralgebäude des TaT

Das Transferzentrum für angepasste Technologien (abgekürzt TaT) ist ein Technologiepark der „TAT Technik Arbeit Transfer gGmbH“ in Rheine im nördlichen Münsterland. Es wurde 1990 angelegt und 1992 eröffnet. Seitdem sind durchschnittlich zwischen 30 und 40 Unternehmen auf dem Gelände angesiedelt. Das Technologiezentrum erstreckt sich im Norden der Stadt, am Bahnhof Altenrheine, auf einer Fläche von 2,7 ha.

## Zielsetzung
Das TaT dient dazu, kleine und mittelständische Unternehmen auf dem Gelände, in der Region und darüber hinaus in ihrer nachhaltigen Entwicklung zu unterstützen – technisch, organisatorisch und bei der arbeitsorientierten Modernisierung. Dazu fördert das TaT in den Themengebieten regenerative Energien, ökologisches Bauen und nachwachsende Rohstoffe die Kommunikation und konkrete Kooperation zwischen Wirtschaft, Wissenschaft und Politik auf regionaler und internationaler Ebene. Durch seine Projektgesellschaften bearbeitet es zu seinen Themen – in der Regel zusammen mit Partnern aus Wirtschaft und Wissenschaft – Projekte und unterstützt bei der Einwerbung von Projektmitteln. Das TaT veranstaltet Seminare und stellt für externe Anbieter seine Infrastruktur für Veranstaltungen zur Verfügung.

## Technologiepark
Der Technologiepark fördert nicht nur den Einsatz nachhaltiger Technologien (z. B. erneuerbarer Energien), sondern setzt diese auch selber ein. So sind im TaT viele Anwendungsbeispiele aus den genannten Themengebieten zu besichtigen, die von den ansässigen Unternehmen genutzt werden. Dazu zählen zum Beispiel eine Windkraftanlage, die den Park mit elektrischer Energie versorgt, ein Niedrigenergiehaus und ein Drehsolarhaus. Ein Pumpenwindrad, das eine Zisterne mit Wasser füllt, versorgt einen Teil der sanitären Anlagen mit Wasser.